# Florian Binder
Florian Binder (* 27. März 2003 in Amstetten) ist ein österreichischer Fußballspieler.

## Karriere
Binder begann seine Karriere beim SKU Amstetten. Zur Saison 2016/17 kam er in die AKA St. Pölten. Nach vier Spielzeiten in der St. Pöltner Akademie kehrte er zur Saison 2020/21 nach Amstetten zurück, wo er für die sechstklassigen Amateure zum Einsatz kommen sollte. Für die Amstetten II absolvierte er bis zum Saisonabbruch im Amateurbereich neun Partien in der Gebietsliga, in denen er fünf Tore erzielte. Im Mai 2021 stand er gegen den Floridsdorfer AC erstmals im Kader der Profis. Sein Debüt für diese in der 2. Liga gab er im selben Monat, als er am 30. Spieltag der Saison 2020/21 gegen den SV Horn in der 86. Minute für Daniel Scharner eingewechselt wurde.
Nach insgesamt sechs Zweitligaeinsätzen wechselte Binder im Jänner 2023 leihweise zum viertklassigen SCU Kilb. Für Kilb kam er bis Saisonende zu 14 Einsätzen in der Landesliga.

## Persönliches
Binder besucht seit 2013 das Gymnasium Amstetten. Zurzeit befindet er sich im Sportzweig, hat diesen aber noch nicht positiv absolviert.